# Micky Ward
George Michael „Micky“ Ward Jr. (* 4. Oktober 1965 in Lowell, Massachusetts) ist ein ehemaliger, US-amerikanischer Profiboxer irischer Herkunft und ehemaliger Weltmeister der WBU im Halbweltergewicht.
Bekannt war Ward für seine überdurchschnittlichen Nehmerfähigkeiten und seinen linken Haken zum Körper des Gegners, der ihm mehrmals zum Sieg verhalf.
Drei seiner Kämpfe wurden vom Ring Magazine jeweils zum „Kampf des Jahres“ gewählt (jener gegen Emanuel Augustus 2001 und jene gegen Arturo Gatti 2002 und 2003). Sein erstes Duell gegen Gatti gilt bei Boxexperten und Fachzeitschriften zudem als einer der härtesten und spektakulärsten Kämpfe des Jahrzehnts.

## Boxkarriere
Micky Ward begann im Alter von sieben Jahren mit dem Boxen. Sein älterer Halbbruder Dick Eklund war zu dieser Zeit ebenfalls Boxer und wurde vor allem für seinen Kampf gegen die spätere Boxlegende Sugar Ray Leonard bekannt, dem er nach Punkten unterlag.
Micky Ward war bereits als Amateurboxer regional erfolgreich. Er gewann dreimal die New England Golden Gloves, zweimal die New England-Meisterschaften der Amateur Boxing Federation, die Junior Olympics und die Silber Mittens (?) (Vorläufer der Golden Gloves). Sein spektakulärster Amateursieg war jener gegen Joey Gamache 1983, zweifacher US-Meister und späterer Profiweltmeister.
1985 wechselte er ins Profilager und gewann seine ersten 14 Kämpfe, davon zehn durch Knockout. Dabei boxte er anfangs überwiegend gegen Aufbaugegner, um sich an die veränderten Bedingungen im Profilager zu gewöhnen. Zu den besiegten Gegnern zählte dabei auch der spätere New England Meister John Rafuse, den er am 29. August 1986 durch einstimmigen Punktesieg bezwang.
Am 25. September 1987 erlitt er die erste Niederlage seiner Profikarriere, als er Edwin Curet knapp nach Punkten unterlag. In seinem nächsten Kampf am 15. Januar 1988 besiegte er den New Yorker Meister Joey Ferrell durch technischen K. o. in der ersten Runde. Nur einen Monat später besiegte er auch noch den Kalifornischen Meister Joey Olivera durch einstimmigen Punktesieg und am 9. Juli den Pennsylvania Meister Marvin Garris durch t.K.o. in Runde zwei.
Am 9. September 1988 erlitt er erneut eine Punkteniederlage gegen den schlagstarken Mike Mungin (17 Siege, davon 12 K.o.´s). Ward war nach dem Duell schwer gezeichnet, bewies jedoch in diesem Kampf bereits seine enormen Nehmerfähigkeiten und seinen Kämpferwillen. Am 13. Dezember 1988 gelang ihm eine beeindruckende Leistung, als er den mehrfachen Brasilianischen Meister, Südamerikanischen Meister und WM-Herausforderer Francisco Tomas Da Cruz durch t.K.o. in der 3. Runde besiegte.
Am 15. Januar 1989 boxte er um den US-Meistertitel, verlor jedoch gegen Frankie Warren durch Punkteniederlage. Am 23. Mai schlug er jedoch den WM-Herausforderer Clarence Coleman durch t.K.o. in Runde fünf. Von April 1990 bis Oktober 1991 verlor er vier Kämpfe in Folge und beendete daraufhin seine Karriere für 32 Monate.
Sein Comeback im Juni 1994 wurde ein voller Erfolg; er gewann neun Kämpfe in Folge, davon sieben durch Knockout. Dabei gewann er am 13. April 1996 den Interkontinentalen Meistertitel der WBU durch t.K.o. in Runde neun gegen den in 31 Kämpfen ungeschlagenen Louis Veader und gewann auch den Rückkampf durch einstimmigen Punktesieg. Zudem besiegte er den ungeschlagenen mexikanischen Meister Alfonso Sánchez durch K. o. in Runde 7. Diese Erfolge eröffneten ihm die Chance auf einen WM-Kampf; er boxte am 9. August 1997 in Boston um den Weltmeistertitel der IBF, verlor jedoch in Runde drei durch t.K.o., da der Ringrichter den Kampf aufgrund einer Cutverletzung an Wards Auge abbrach. Dies blieb jedoch seine einzige vorzeitige Niederlage.
Am 14. April 1998 schlug er den ehemaligen WM-Herausforderer Mark Fernandez durch K. o. in Runde drei. Am 7. Juni 1998 stand er im Kampf um die interime US-Meisterschaft, dem ungeschlagenen, späteren sechsfach Weltmeister Zab Judah gegenüber und verlor deutlich nach Punkten. Durch vier K.-o.-Siege in Folge gegen starke Gegner, darunter dem Nordamerikanischen Meister und zweifachen WM-Herausforderer Reggie Green, durfte er am 11. März 2000 in London um den Weltmeistertitel der WBU kämpfen. Dabei besiegte er in einem harten Kampf den ungeschlagenen Titelträger Shea Neary durch t.K.o. in Runde acht. Es blieb sein einziger außerhalb der USA ausgetragener Kampf.
Doch bereits seinen nächsten Kampf am 19. August 2000 verlor er nach Punkten gegen IBA-Titelträger Antonio Díaz. Nach einem Erstrunden-K.o.-Sieg gegen Nordamerika-Meister Steve Quiñonez boxte er am 13. Juli 2001 in Hampton Beach gegen den ehemaligen Interkontinentalen Meister der IBF und WBO, Emanuel Augustus. Fast der gesamte Kampf wurde in den Ringseilen ausgetragen, in Runde neun landete Ward einen linken Körperhaken der Augustus zu Boden schickte. Ward gewann den Kampf nach zehn Runden einstimmig nach Punkten. Das Duell wurde vom Ring Magazine zum Kampf des Jahres gewählt.
Am 5. Januar 2002 boxte er gegen den ehemaligen WBC-Weltmeister Jesse Leija. Der Kampf wurde in Runde fünf abgebrochen, da Leija durch einen unabsichtlichen Kopfstoß von Ward eine Platzwunde erlitten hatte, mit der er nicht weiter boxen konnte. Da Leija bis zu diesem Zeitpunkt nach Punkten knapp geführt hatte, wurde er zum Sieger erklärt.
Am 18. Mai 2002 boxte er in Uncasville, Connecticut erstmals gegen den ehemaligen IBF- und späteren WBC-Weltmeister Arturo Gatti. Ward war lediglich als Aufbaugegner für Gatti gedacht, um diesen mit einem Sieg näher an die WBC-Meisterschaft zu bringen. Gatti war ebenso wie Ward als guter Nehmer und harter Puncher bekannt.
Anfangs sah es nach einem weiteren, schnellen Sieg für Gatti aus. Gatti dominierte die erste Runde deutlich und landete zahlreiche Treffer, Ward erlitt zudem eine blutende Cutverletzung über dem rechten Auge. In der zweiten Runde landete Ward zwar vereinzelte Wirkungstreffer, jedoch hatte Gatti mit einem Trefferverhältnis von 3:1 weiterhin die Führung inne. In der dritten Runde holte Ward deutlich auf und lieferte sich mit Gatti nun auch offene Schlagabtauschs, bei denen er nun auch seinen bekanntesten Punch, den linken Körperhaken zum Einsatz brachte. In der vierten Runde landete Gatti einen Tiefschlag und wurde mit Punktabzug bestraft; er war bereits vorher mehrmals vom Ringrichter ermahnt worden, seine Schläge höher anzubringen. Aufgrund der nun aufkommenden Intensität des Kampfes, bei dem nun auch Gatti Schwellungen im Gesicht erlitt, sprachen anwesende Kommentatoren bereits von einem Kampf des Jahres.
Die fünfte Runde war äußerst spektakulär und brachte Gatti schwer in Bedrängnis. Elf aufeinander folgende Schläge von Gatti, die Ward in die Seile drängten, beantwortete dieser mit einem 15-sekündigen Schlaghagel gegen den nahezu ungedeckten Gatti. Dieser musste fast 20 Kopftreffer und erneut linke Körperhaken hinnehmen und war sichtlich angeschlagen. Bereits zu Beginn der sechsten Runde stand es nach Punkten unentschieden. In dieser Runde konnte Gatti jedoch erneut in Führung gehen und landete mehr Treffer, ein Höhepunkt der Runde waren zudem etwa zehn aufeinander folgende Schläge von Ward, denen Gatti durch geschickte Meidbewegungen auswich. Runde sieben ging wieder an Gatti, während Runde acht an Ward ging, der gegen Rundenende Gatti erstmals an den Rand eines K.o.´s brachte. In der neunten Runde musste Gatti nach einem erneuten linken Körperhaken zu Boden und wurde bis neun angezählt. Anschließend war er darauf bedacht seinen Körper zu decken, weshalb er viele Kopftreffer hinnehmen musste. Gatti konnte nun seinerseits Ward zurückdrängen und in den Seilen mit Schlägen eindecken. Nachdem die beiden kurz vom Ringrichter getrennt wurden, gewann Ward wieder die Oberhand und brachte Gatti erneut an den Rand eines Niederschlages. Aufgrund des bis dahin knappen Punktestandes versuchten beide noch die zehnte und damit letzte Runde für sich zu entscheiden.
Am Ende gewann Micky Ward knapp nach Punkten, der Kampf wurde vom Ring Magazine erneut zum Kampf des Jahres, die neunte Runde zudem zur Runde des Jahres gewählt.
Am 23. November wurde in Atlantic City ein Rückkampf ausgetragen. Der Kampf verlief erneut äußerst spektakulär, in Runde drei gelang Gatti zudem ein Niederschlag. Sein energischer Versuch, bei dem nun benommenen Ward den entscheidenden K.-o.-Schlag anzubringen scheiterte jedoch, stattdessen gewann Ward wieder die Oberhand und landete mehrere Wirkungstreffer. Bereits in der vierten Runde waren beide Kontrahenten schon im Gesicht gezeichnet. Nach erneut zehn Runden war es diesmal Gatti, der zum Sieger nach Punkten erklärt wurde.
Am 7. Juni 2003 kam es zu einem entscheidenden dritten Duell zwischen Ward und Gatti, ausgetragen erneut über zehn Runden in Atlantic City. Dies wurde zugleich Wards letzter Profikampf. Das dritte Duell verlief ähnlich spektakulär wie das erste, beide Boxer gewannen abwechselnd die Oberhand und brachten ihr gegenüber mehrmals in Bedrängnis. Zum Ende der sechsten Runde gelang Ward ein Niederschlag, worauf Gatti bis acht angezählt wurde. Am Ende wurde jedoch erneut Arturo Gatti zum Punktsieger erklärt. Der Kampf wurde erneut vom Ring Magazine zum Kampf des Jahres gewählt.
In den drei Kämpfen gegen Gatti hatte Ward 975 gezählte Treffer eingesteckt.

## Adaption
In dem US-amerikanischen Film The Fighter wird Wards Weg zum Ruhm beschrieben, wenngleich er erst eine tiefe Talsohle durchschreiten muss. Er selbst wird von Mark Wahlberg und sein Halbbruder von Christian Bale verkörpert. Der Film kam am 7. April 2011 in die deutschen Kinos.
Der Song The Warrior’s Code der Bostoner Punk-Rock-Band Dropkick Murphys handelt von Micky Ward. Ein Foto von ihm ist auf dem gleichnamigen Albumcover zu sehen.
Als Hommage an die drei Kämpfe zwischen Ward und Gatti benannte die Hip-Hop-Gruppe Jedi Mind Tricks die beiden Versionen ihres Liedes „Animal Rap“ auf der zugehörigen 12"-Veröffentlichung mit „Arturo-Gatti-Mix“ und „Micky-Ward-Mix“.